# Heterachthes nigrocinctus
Heterachthes nigrocinctus är en skalbaggsart som beskrevs av Bates 1872. Heterachthes nigrocinctus ingår i släktet Heterachthes och familjen långhorningar.
Artens utbredningsområde är:
- Costa Rica.
- Nicaragua.
- Panama.

Inga underarter finns listade i Catalogue of Life.